# Lapoinya
Lapoinya är en ort i Australien. Den ligger i kommunen Waratah/Wynyard och delstaten Tasmanien, i den sydöstra delen av landet, omkring 250 kilometer nordväst om delstatshuvudstaden Hobart. Antalet invånare är 367.
Trakten runt Lapoinya är nära nog obefolkad, med mindre än två invånare per kvadratkilometer.. Närmaste större samhälle är Wynyard, omkring 13 kilometer öster om Lapoinya. 
I omgivningarna runt Lapoinya växer i huvudsak städsegrön lövskog. Genomsnittlig årsnederbörd är 2 259 millimeter. Den regnigaste månaden är augusti, med i genomsnitt 312 mm nederbörd, och den torraste är januari, med 91 mm nederbörd.